# Филмор (град, Калифорния)
Вижте пояснителната страница за други значения на Филмор.
Филмор (на английски: Fillmore) е град в окръг Вентура, щата Калифорния, САЩ. Филмор е с население от 13649 жители (2000) и обща площ от 7,2 km². Намира се на 139 m надморска височина. ЗИП кодовете му са 93015-93016, а телефонният му код е 805.